# مردان سیاه‌پوش (فیلم ۱۹۹۷)
مردان سیاه‌پوش (به انگلیسی: Men in Black) فیلمی علمی تخیلی و کمدی اکشن به کارگردانی بری ساننفلد محصول سال ۱۹۹۷ آمریکا است. فیلم‌نامه این فیلم توسط اد سلیمان بر اساس مجموعه کتاب کمیکی به همین نام اثر لوول کانینگهام به رشته تحریر درآمده است. از بازیگران اصلی آن می‌توان به ویل اسمیت، تامی لی جونز، وینسنت دن آفریو، لیندا فیورنتینو، ریپ تورن، تونی شالهوب، شیوون فالون هوگان، جون گریس، کارل استریکن، ریچارد همیلتون، پاتریک برین، بکی آن بیکر و دیوید کراس اشاره کرد.

## خلاصه داستان

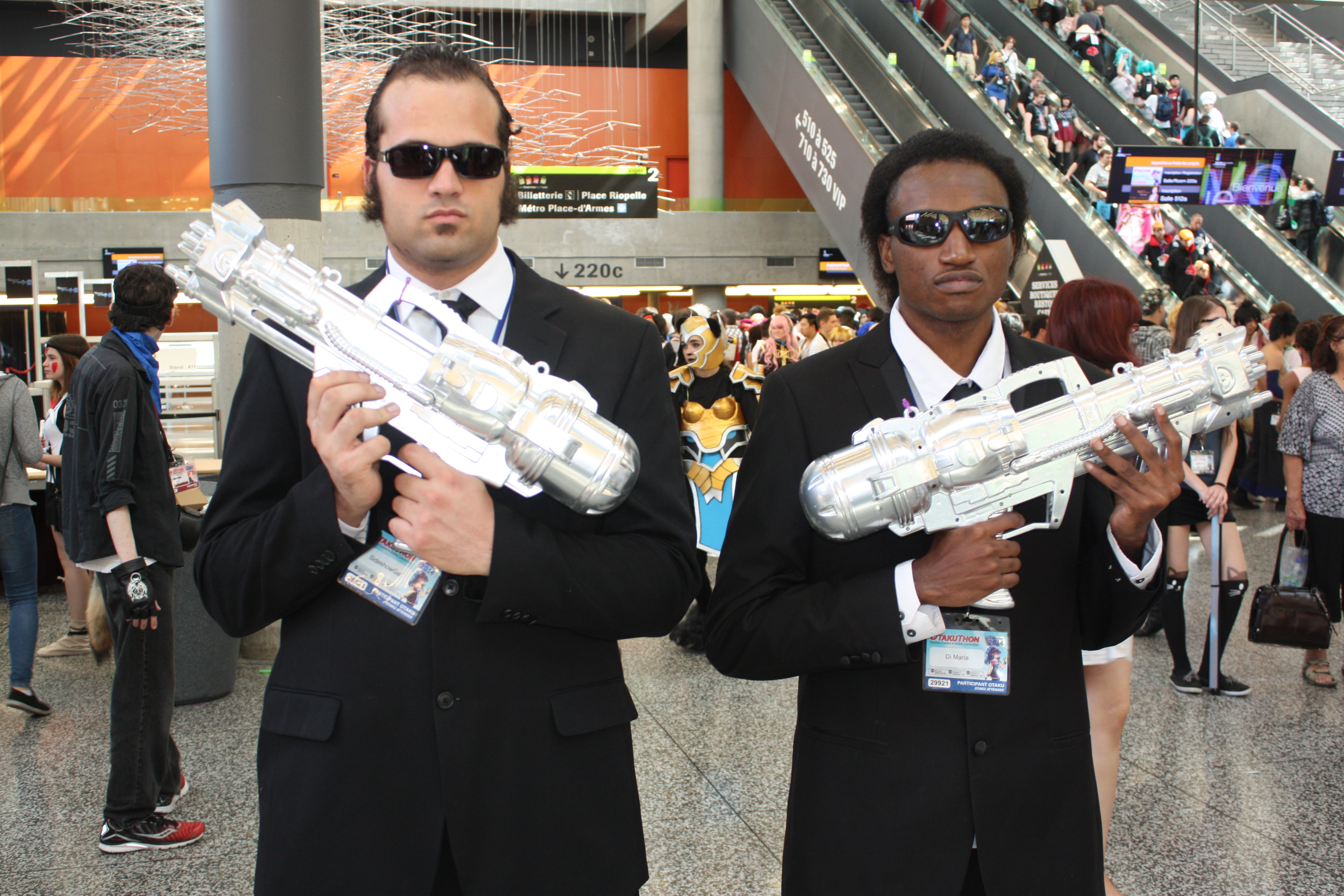
مردان سیاه پوش

مأمور کی (تامی لی جونز) عضو یک سازمان مخفی است که هیچ وابستگی دولتی ندارد و هدف آن حفظ زمین به عنوان منطقه بیطرف برای بیگانگان فرا زمینی و اسکان آن‌ها در اطراف شهر نیویورک است آنه همچنین حافظه کسانی را که از عملیات آن‌ها خبردار شوند پاک می‌کنند مأمور کی و مأمور دی به منطقه‌ای نزدیک مرز مکزیک می‌روند تا جلوی فعالیت بیگانگان را بگیرند اما مأمور دی سرعت خود را از دست داده و برای همین تصمیم به بازنشستگی می‌گیرد.
حالا مأمور کی به دنبال جانشین او می‌گردد در همین حال جیمز دارل ادوارد (ویل اسمیت) یک مأمور پلیس است در برخورد با یک متهم متوجه سرعت فوق‌العاده او در فرار کردن و همچنین حالت عجیب چشمانش می‌شود پس مأمور کی به دیدار او می‌رود و از او می‌خواهد تا برای تست به سازمان آن‌ها برود و در نهایت او پذیرفته می‌شود و هویت قبلی او پاک می‌شود و تحت عنوان مأمور جی فعالیت خود را آغاز می‌کند.
از طرفی یک موجود فضایی وارد زمین شده و در بدن کشاورز ادگار فرورفته است و او روزنبرگ که یک شاهزاده فضایی است را می‌کشد تا موجب جنگ شود آن‌ها (کی وجی) قبل از مرگ روزنبرگ در پزشکی قانونی از او می‌شنوند که باید به دنبال کهکشان باشند و بعد از مدتی با دیدن عکس‌های او متوجه می‌شوند که کهکشان در قلاده گربه اوست اما موجود فضایی (ادگار/حشره) زودتر به آن دست یافته است.
او حالا سعی در خروج از زمین دارد و مأمور جی (ویل اسمیت) حواس او را با کشتن سوسکها پرت می‌کند و مأمور کی که به داخل معده او رفته او را می‌کشد اما حشره که هنوز نمرده از پشت می‌خواهد به آن‌ها حمله کند که لورل (دکتر پزشک قانونی) او را می‌کشد

## حواشی
سیلوستر استالونه به‌طور افتخاری در یک پلان از این فیلم حضور دارد.